# Сакрипанте, Карло Мария
Карло Мария Сакрипанте (итал. Carlo Maria Sacripante; 11 сентября 1689, Рим, Папская область — 4 ноября 1758, Нарни, Папская область) — итальянский куриальный кардинал. Племянник кардинала Джузеппе Сакрипанте. Генеральный казначей Апостольской Палаты с 21 февраля 1730 по 2 октября 1739. Кардинал-дьякон с 30 сентября 1739, с титулярной диаконией Санта-Мария-ин-Аквиро с 16 ноября 1739 по 29 мая 1741. Кардинал-дьякон с титулярной диаконией Санта-Мария-ин-Портико-Кампителли с 29 мая 1741 по 10 апреля 1747. Кардинал-дьякон с титулярной диаконией Санта-Мария-ад-Мартирес с 10 апреля 1747 по 1 февраля 1751. Кардинал-священник с титулом церкви Сант-Анастазия с 1 февраля 1751 по 12 января 1756. Кардинал-епископ Фраскати с 12 января 1756.